# Evangelos Nastos
Evangelois Nastos (Salónica, Grecia, 13 de septiembre de 1980), futbolista griego. Juega de defensa y su actual equipo es el Atromitos de la Superliga de Grecia.

## Clubes
| Club             | País   | Año       |
| ---------------- | ------ | --------- |
| PAOK Salónica FC | Grecia | 1996-1999 |
| Larissa FC       | Grecia | 1999-2000 |
| Kalamata FC      | Grecia | 2000-2001 |
| PAOK Salónica FC | Grecia | 2001-2003 |
| Perugia Calcio   | Italia | 2003-2005 |
| Vicenza Calcio   | Italia | 2005-2008 |
| Ascoli Calcio    | Italia | 2008-2009 |
| Atromitos        | Grecia | 2009-     |